# Marathon van Praag 2012
De marathon van Praag 2012 werd gelopen op zondag 13 mei 2012. Het was de achttiende editie van deze marathon. 
De Ethiopiër Deressa Chimsa passeerde bij de mannen de finish als eerste in 2:06.25. Hij verbeterde hiermee het parcoursrecord. De Keniaan Stephen Tum werd met 2:07.16 tweede en verbeterde hiermee zijn persoonlijk record. Zijn landgenoot Philemon Limo debuteerde op de marathon in 2:09.25. Bij de vrouwen zegevierde Agnes Kiprop uit Kenia in 2:25.41.
Deze editie was net als voorgaande edities het toneel van het Tsjechische kampioenschap op de klassieke afstand. De nationale titels werden ditmaal gewonnen door respectievelijk Jan Kreisinger (dertiende in 2:16.26) en Petra Pastorova (negende in 2:39.42).
In totaal finishten 5624 lopers, waarvan 908 vrouwen.

## Uitslagen

### Mannen
| rang   | naam                     | land | tijd    |
| ------ | ------------------------ | ---- | ------- |
| Goud   | Deressa Chimsa           | ETH  | 2:06.25 |
| Zilver | Stephen Tum              | KEN  | 2:07.16 |
| Brons  | Philemon Limo            | KEN  | 2:09.25 |
| 4      | Francis Bowen            | KEN  | 2:10.05 |
| 5      | Nephat Kinyanui          | KEN  | 2:11.06 |
| 6      | Julius Arile Lomerinyang | KEN  | 2:12.13 |
| 7      | Wirimai Juwawo           | ZIM  | 2:14.38 |
| 8      | Teferei Bacha            | ETH  | 2:14.38 |
| 9      | Niguse Chala             | ETH  | 2:14.42 |
| 10     | Yared Dagnaw             | ETH  | 2:15.00 |
| 11     | Yossef Gezachw           | ISR  | 2:15.07 |
| 12     | Lema Feyisa              | ETH  | 2:15.25 |
| 13     | Jan Kreisinger           | CZE  | 2:16.26 |
| 14     | Fernando Silva           | POR  | 2:17.04 |
| 15     | Adam Kovacs              | HUN  | 2:18.48 |

### Vrouwen
| rang   | naam                 | land | tijd    |
| ------ | -------------------- | ---- | ------- |
| Goud   | Agnes Kiprop         | KEN  | 2:25.41 |
| Zilver | Flomena Chepchirchir | KEN  | 2:26.50 |
| Brons  | Meseret Debekle      | ETH  | 2:27.15 |
| 4      | Souad Aït Salem      | ALG  | 2:27.21 |
| 5      | Misiker Mekonnin     | ETH  | 2:29.46 |
| 6      | Silvia Skvortsova    | RUS  | 2:30.27 |
| 7      | Iullia Arkhipova     | KGZ  | 2:30.58 |
| 8      | Tsega Gelaw          | ETH  | 2:38.28 |
| 9      | Petra Pastorova      | CZE  | 2:39.42 |
| 10     | Miriam van Reijen    | NED  | 2:48.39 |

1995 ·
1996 ·
1997 ·
1998 ·
1999 ·
2000 ·
2001 ·
2002 ·
2003 ·
2004 ·
2005 ·
2006 ·
2007 ·
2008 ·
2009 ·
2010 ·
2011 ·
2012 ·
2013 ·
2014 ·
2015 ·
2016 ·
2017